# Hahnhof (Feucht)

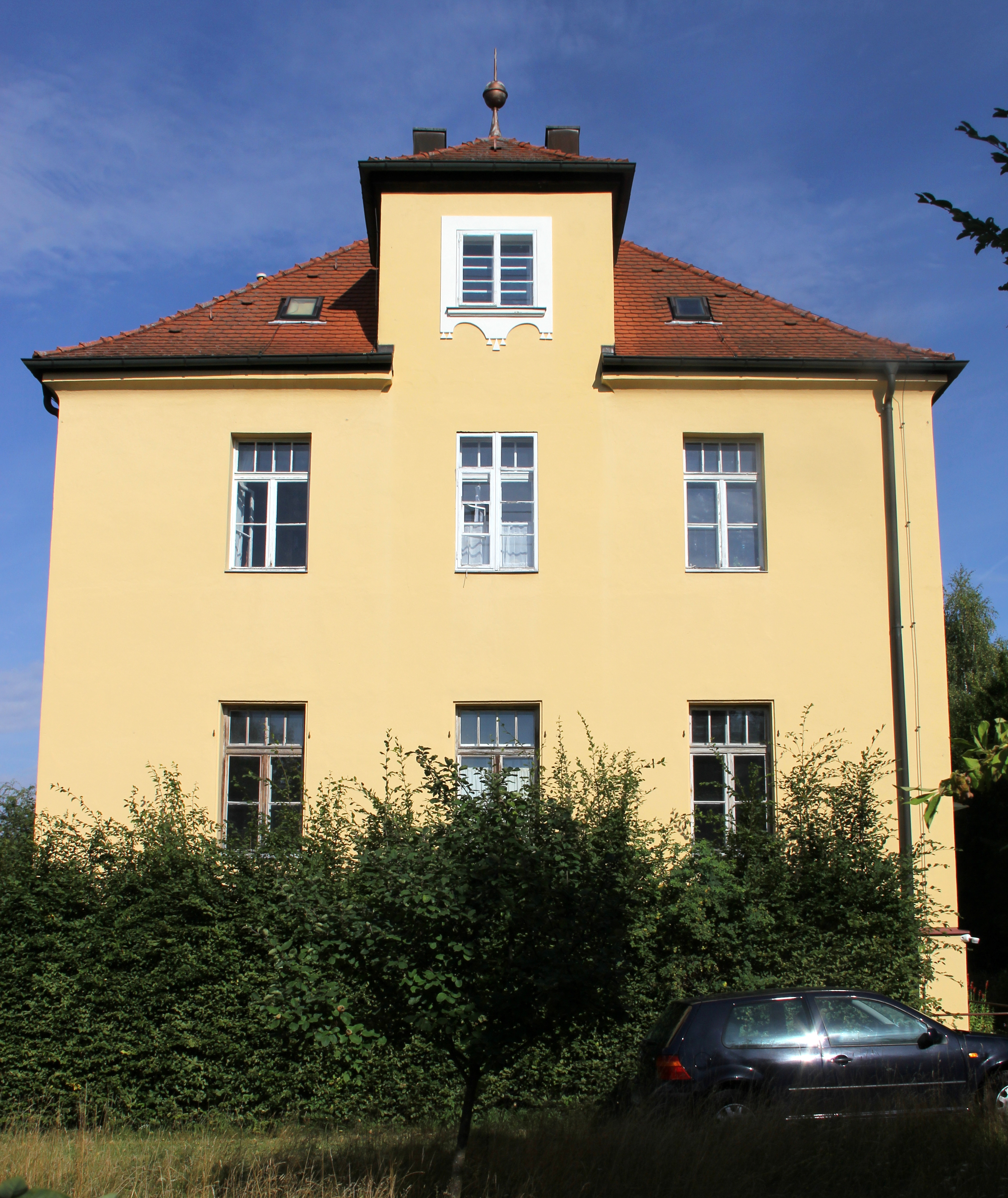
Das ehemalige Erholungsheim

Hahnhof ist ein Gemeindeteil des Marktes Feucht im Landkreis Nürnberger Land (Mittelfranken, Bayern). Hahnhof liegt in der Gemarkung Moosbach.

## Geografische Lage
Der Weiler liegt am Gauchsbach im Nürnberger Reichswald etwa 3,5 Kilometer östlich von Feucht an der Staatsstraße 2239 nach Altdorf. Von der Straße führt eine geschotterte Forststraße zu den Anwesen. Das erste Gebäude rechter Hand war früher ein Erholungsheim und befindet sich heute ebenso wie alle weiteren Gebäude in Privatbesitz. Hier besteht eine Wendemöglichkeit, bevor unmittelbar danach eine Brücke den Gauchsbach quert. Der Schotterweg führt weiter zu den beiden anderen Anwesen Hahnhofs, einer ehemaligen Schmiede mit Nebengebäuden und, auf der Anhöhe dahinter, einem großen bäuerlichen Dreiseithof.

## Geschichte
Hahnhof wurde immer wieder von Überschwemmungen des Gauchsbaches heimgesucht und teils schwer beschädigt. Das ehemalige Schmiede- und Hammerwerk in der Ortsmitte wurde in seiner heutigen Form im 17. Jahrhundert erbaut. Der eindrucksvolle Sandsteinquaderbau mit Fachwerk, das zugehörige Zwerchhaus, ebenfalls Fachwerk, 18. Jahrhundert, und die große Scheune, Fachwerk mit Steildach, 18./19. Jahrhundert, stehen unter Denkmalschutz. Ende der 1980er Jahre wurden die Gebäude aufwendig saniert und beherbergen seit 1991 u. a. ein geräumiges Künstleratelier. Bis 1988 gab es an der Bahnstrecke Feucht–Altdorf einen Haltepunkt Hahnhof. Bei der Umgestaltung der Strecke zur S-Bahn fiel dieser weg und wurde durch den neuen Haltepunkt Feucht-Moosbach ersetzt.
Mit dem Gemeindeedikt (frühes 19. Jahrhundert) wurde Hahnhof dem Steuerdistrikt Feucht und der Ruralgemeinde Moosbach zugewiesen. Am 1. April 1971 wurde Hahnhof im Rahmen der Gebietsreform in Bayern nach Feucht eingemeindet.